# Oinoi
Oinoi (in greco Οινόη?) è una ex comunità della Grecia nella periferia dell'Attica (unità periferica dell'Attica Occidentale) con 765 abitanti secondo i dati del censimento 2001.
È stata soppressa a seguito della riforma amministrativa, detta Programma Callicrate, in vigore dal gennaio 2011 ed è ora compresa nel comune di Mandra-Eidyllia.

## Storia
Chiamata Enoe nell'antichità, è ricordata soprattutto per il tradimento del generale ateniese Aristarco, che durante la guerra del Peloponneso la consegnò agli Spartani senza combattere.